# Orthogeomys cherriei
Orthogeomys cherriei là một loài động vật có vú trong họ Chuột nang, bộ Gặm nhấm. Loài này được J. A. Allen mô tả năm 1893.